# چنتالو
چنتالو (به ایتالیایی: Centallo) یک کومونه در ایتالیا است که در استان کونیو واقع شده‌است.

## خصوصیات
چنتالو ۴۲٫۸ کیلومترمربع مساحت و ۶٬۳۶۸ نفر جمعیت دارد.